# Ørsted-satellitten
Ørsted-satellitten er den første danske satellit. Den blev opsendt d. 23. februar 1999 med en amerikansk Delta II-raket. Det amerikanske luftvåbens ARGOS-satellit vejede 2.490 kg og da Delta-raketten kan løfte mere, fik Ørsted-satellittens 61 kg en gratis opsendelse. På grund af vejret og tekniske problemer tog det seks uger og ti startforsøg før det ellevte gang lykkedes at opsende raketten.  
Satellittens primære mission er at opmåle Jordens magnetfelt, og er derfor opkaldt efter H.C. Ørsted, med en præcision der langt overstiger tidligere missioner (NASA's Magsat fra 1979). For at kunne gøre dette er det nødvendigt at placere magnetometeret så langt væk fra resten af satellitten som muligt. Ørsted er derfor forsynet med en otte meter lang udfoldelig bom, hvor det specialudviklede magnetometer er placeret for enden. 
Satellitten var designet til at fungere i 14 måneder men har på nuværende tidspunkt fungeret i 26 år hvor videnskaben er blevet forsynet med nye målinger af Jordens magnetfelt, der er blevet brugt til at skabe endnu mere præcise kort over magnetfeltet.